# Hermya nigra
Hermya nigra är en tvåvingeart som beskrevs av Sun 1994. Hermya nigra ingår i släktet Hermya och familjen parasitflugor.
Artens utbredningsområde är Yunnan (Kina). Inga underarter finns listade i Catalogue of Life.